# Schiopparello Jet
Lo Schiopparello Jet è un catamarano veloce appartenente alla compagnia di navigazione italiana Toremar.

## Caratteristiche
Il catamarano è in grado di trasportare 187 passeggeri.
La propulsione è affidata a 2 propulsori MTU DDC 4000 serie 4 in grado di spingere l'imbarcazione fino ad una velocità massima di 38 nodi.

## Servizio
Varato nel 1999 nel cantiere navale Pequot River Shipworks di New London con il nome di Bo Hengy e consegnato il 1º luglio successivo alla Bahamas Ferries, prende servizio nello stesso mese nei collegamenti tra Miami e le Bahamas.
Nel 2008, con l'ingresso in vista del nuovo Bo Hengy II, viene disarmato e messo in vendita.
A maggio del 2009 viene venduto all'inglese Red Funnel e, ribattezzato Red Jet 5, viene trasferito a Southampton a bordo del Cargo CEC Meadow. Dopo un mese di sosta nel cantiere navale Testbank’s Portchester yard di Portchester, prende servizio il 23 luglio successivo nei collegamenti tra Southampton e West Cowes.

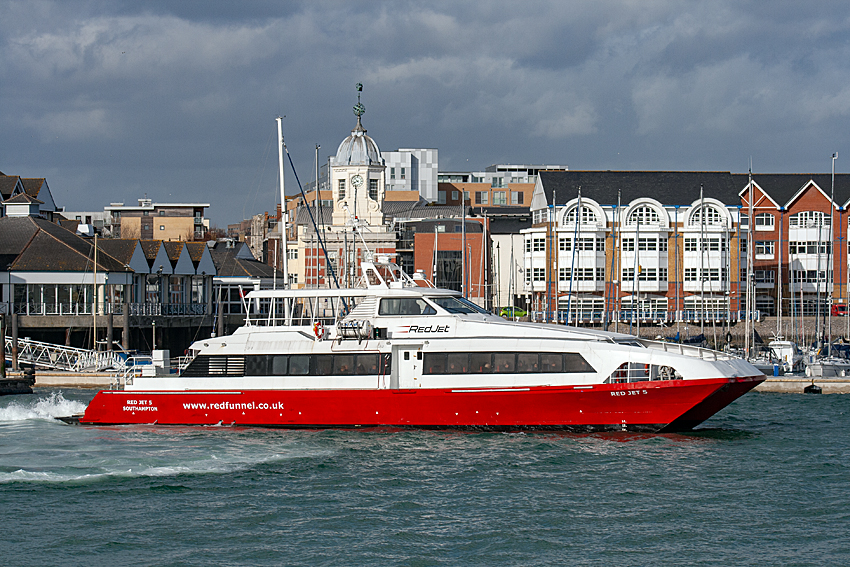
Il Red Jet 5 in manovra a Southampton nel 2012.

Nel maggio del 2016 viene acquistato dall Toremar e, trasferito in Italia, viene sottoposto ad intensi lavori di restyling presso il cantiere Seven Stars Marina and Shipyard di Pisa. A fine settembre ha effettuato le prove in mare al largo di Livorno, in occasione delle quali ha toccato i 37 nodi di velocità massima. il 5 ottobre è viene presentato alla stampa a Portoferraio e, nei giorni successivi, prende servizio nei collegamenti tra Piombino, Cavo e Portoferraio in sostituzione dell'Acapulco Jet.
Saltuarmente esegue della manutenzione ordinaria presso i cantieri navali di Pisa, venendo sostituito da altri mezzi veloci provenienti dal gruppo Alilauro come l'Acapulco Jet, il Nettuno Jet o lo SNAV Alcione.